# 'Ndrina Cordì
I Cordì sono una 'ndrina di Locri, storici rivali dei Cataldo con una fortissima presenza anche a Portigliola, Gerace e Antonimina. A Locri sono alleati con i Floccari.
I Cordì nel resto d'Italia sono stati individuati nelle Marche a Camerino, in Emilia a Modena e a Roma per il traffico di droga.

## Storia

### Anni '60 - Faida con i Cataldo
Si ha notizia di dispute fra i Cataldo e i Cordì fin dal 1967.
Il 23 maggio di quell'anno venne ucciso nella strage di Piazza Mercato il capobastone ucciso Domenico Cordì, reo di aver rubato 1700 casse di sigarette date dai siciliani ad Antonio Macrì, capobastone della Locride.
Nel 1969 vengono uccisi per vendetta Giuseppe e Domenico Marafioti.

### Anni '90 - La ripresa della faida
Dal 1993 rincomincia la faida con i Cataldo.
Nel 2001 viene arrestato in Liguria Antonio Novella.
Il 13 ottobre 1997 viene ucciso il capobastone Cosimo Cordì.
La squadra di calcio del Locri in una partita osservò un minuto di silenzio per la sua morte.
Al suo posto divenne capo Antonio Cordì.
Fino al 2005 ha causato oltre 30 morti.
A febbraio dello stesso anno venne ucciso dai Cordì Giuseppe Cataldo.
Il 31 maggio per vendetta a Siderno fu ucciso Salvatore Cordì, figlio del boss Domenico.
La polizia assiste accidentalmente all'omicidio poiché fu per sbaglio acceso il telefonino di Domenico Zucco.
Il 18 dicembre 2008 per l'omicidio venne arrestato Antonio Cataldo insieme ai 3 esecutori materiali.
- 31 ottobre 1997: operazione Primavera contro i Cataldo e i Cordì[6].
- 5 dicembre 1998: operazione Primavera 2 contro i Cordì, venne arrestato Antonio Cordi detto "u ragiunieri", il boss della Ndrangheta era latitante e doveva scontare una serie di ergastoli. Nello stesso anno venne arrestato Domenico Brusaferri (Nipote del Boss Antonio Cordi) anch'esso latitante e catturato a Lodi (Provincia di Milano) accusato di Associazione Mafiosa scontando una condanna.[7]

### Anni 2000 - L'omicidio Fortugno e la presunta fine della faida
Nel 2006, a marzo vennero arrestati diversi membri dei Cordì tra cui il presunto attuale capobastone Vincenzo Cordì e Salvatore Ritorto, ritenuto l'esecutore dell'omicidio del vicepresidente della regione Calabria Francesco Fortugno ucciso nell'ottobre 2005.
- Il 14 febbraio del 2005 i Cordì uccidono Giuseppe Cataldo.
- Il 31 maggio 2005 viene ucciso Salvatore Cordì, detto U cinesi dalla cosca dei Cataldo[4][8][9].
- Il 20 dicembre 2005 vengono arrestate dalla polizia 6 persone presunte affiliate ai Cataldo, di cui due responsabili dell'omicidio del 31 maggio 2005 di Salvatore Cordì[10][11][12][13].
- 4 giugno 2007 - Operazione Domino contro i Nesci-Montagnese, i Mamone, i Morabito e i Cordì[14][15][16].
- Il 27 dicembre 2008 viene arrestato dalla Polizia di Stato ad Africo il presunto capobastone Pietro Criaco, latitante dal 1997. È accusato di associazione mafiosa e omicidio[17]. È il fratello di Gioacchino Criaco autore del libro Anime nere.
- Il 20 marzo 2009 viene ucciso a Locri Domenico Cavaleri, il nipote del boss Cordì[18]. Sembrerebbe sia stato ucciso per uno schiaffo dato durante una partita di carte[19].
- Il 16 settembre 2009 si conclude l'operazione Shark di Polizia e Carabinieri portando a 25 arresti. L'accusa è di usura, crimine perpetrato in tutta la Locride. Nell'operazione ci si è affidati alla collaborazione di Domenico Novella e Bruno Piccolo[20][21].

### Anni 2010
Nel 2010 dopo ben oltre quarant'anni dall'omicidio di Domenico Cordì nel 1967 sembra si sia siglata una pace con i Cataldo.
- Il 3 febbraio 2010 i carabinieri, durante l'operazione Leone, arrestano 67 persone che gestiva un traffico di immigrati, tra cui esponenti degli Iamonte e dei Cordì insieme a persone di origine indiana. Sono accusati di associazione a delinquere per favoreggiamento di immigrazione clandestina e per i Cordì anche le modalità mafiose[23][24].
- Il 1º luglio 2010 nell'operazione Giano (avviata nell'ottobre 2009 e continuazione dell'operazione Shark) i carabinieri di Reggio Calabria arrestato 6 persone affiliate ai Cordì a Locri e a Melito Porto Salvo. Sequestrano beni dal valore di 1 milione di euro[25].
- Il 22 dicembre 2010 l'ex consigliere della Regione Calabria Mimmo Crea viene condannato in primo grado a 11 anni di carcere accusato di concorso esterno in associazione mafiosa favorendo i Morabito-Zavettieri, i Cordì e i Talia[26].
- 2 agosto 2019: 10 fermi per estorsioni a imprese edili e monopolio nella gestione del cimitero di Locri[27][28].

### Anni 2020
- Il 13 marzo 2020 è stato arrestato a Bruzzano Zeffirio il boss Cesare Antonio Cordì (1972), ricercato dall'agosto 2019, quando sfuggì alle maglie dell'operazione Riscatto.[29]

### Anni 202
• Il 6 luglio è stato eseguito blitz dai Carabinieri denominato New Generation  che ha portato a 29 arresti della Ndrangheta di Locri. L'accusa è di Porto illegale di Armi, Spaccio di Stupefacenti, Associazione a Delinquere di tipo Mafioso e stampo di Banconote False. In attesa di processo, con oltre 2 secoli di carcere per la potente Cosca.

## Esponenti di spicco
- Domenico Cordì (capobastone fino all'uccisione nel 1967)[31].
- Cosimo Cordì (capobastone fino all'uccisione nel 13 ottobre 1997)[31][32].
- Antonio Cordì, detto u ragionieri, capobastone, muore di tumore nel febbraio 2005[31][33].
- Cesare Antonio Cordì, figlio di Antonio "U ragionieri" Cordì, ricercato dall'agosto 2019 con l'operazione Riscatto, arrestato il 13 marzo 2020. È accusato di trasferimento fraudolento di valori e favoreggiamento dell'associazione mafiosa.
- Salvatore Cordì, detto u cinesi (1954 - 31 maggio 2005), capobastone fino alla sua morte, per mano di Michele Curciarello, nel 2005, durante la Faida di Locri[31], nipote di Antonio Cordì.
- Vincenzo Cordì, capobastone in carcere[34].